# Maceira (Torres Vedras)
Maceira é uma povoação portuguesa do Município de Torres Vedras que foi sede da extinta Freguesia de Maceira, freguesia que tinha 8,39 km² de área e 1 974 habitantes (2016), e, por isso, uma densidade populacional de 235,3 hab/km².
A freguesia foi criada a 12 de Julho de 1997 e extinta (agregada) pela reorganização administrativa de 2012/2013, sendo o seu território integrado na União das Freguesias de A dos Cunhados e Maceira.

## População
| População da freguesia de Maceira | População da freguesia de Maceira | População da freguesia de Maceira | População da freguesia de Maceira | População da freguesia de Maceira | População da freguesia de Maceira | População da freguesia de Maceira | População da freguesia de Maceira | População da freguesia de Maceira | População da freguesia de Maceira | População da freguesia de Maceira | População da freguesia de Maceira | População da freguesia de Maceira | População da freguesia de Maceira | População da freguesia de Maceira | População da freguesia de Maceira |
| --------------------------------- | --------------------------------- | --------------------------------- | --------------------------------- | --------------------------------- | --------------------------------- | --------------------------------- | --------------------------------- | --------------------------------- | --------------------------------- | --------------------------------- | --------------------------------- | --------------------------------- | --------------------------------- | --------------------------------- | --------------------------------- |
| 1864                              | 1878                              | 1890                              | 1900                              | 1911                              | 1920                              | 1930                              | 1940                              | 1950                              | 1960                              | 1970                              | 1981                              | 1991                              | 2001                              | 2011                              | 2016                              |
|                                   |                                   |                                   |                                   |                                   |                                   |                                   |                                   |                                   |                                   |                                   |                                   |                                   | 1 845                             | 1 932                             | 1 974                             |

Criada pela Lei nº 34/97   , de 12 de Julho, com lugares desanexados da freguesia de A dos Cunhados

## Actividades económicas
Actividades económicas: turismo, agricultura, exploração termal, comércio tradicional e pesca.
Feira mensal: 4.º domingo de cada mês

## Festas e romarias
- Nossa Senhora da Conceição (15 de Agosto, dia em que se celebra a Assunção de Maria)

## Património cultural e edificado
- Grutas pré-históricas
- Igreja matriz
- Capela da Quinta da Maceira
- Diversos moinhos
- Antigo hospital de sangue
- Forte de Porto Novo (mais conhecido por "Pedra Santa")

Outros locais de interesse turístico: Termas de Santa Isabel, piscina de água termal, fonte dos Frades, praias de Porto Novo, Santa Rita e das Conchas,Hotel das Termas e Hotel Golf Mar.

## Gastronomia
Serrabulho, feijoada, bolo regional de Maceira

## Artesanato
Pesca artesanal, pinturas em azulejo e trabalhos em cabedal
Construção de Instrumentos Musicais

## Colectividades
- Centro Social Recreativo e Cultural de Maceira
- Associação Ambiental e Cultural VAKLOURO

## Informações[6][7]
Lugar da antiga freguesia da Maceira, Porto Novo é, actualmente, uma pequena e pacata praia de veraneio.
A origem da sua designação tem por base a tradição de ter sido desviada para norte, onde hoje desemboca, a foz do rio Alcabrichel.
D. Diniz terá aqui estado, juntamente com o príncipe herdeiro e a corte, em Outubro de 1318, para erguer neste local uma pequena ermida dedicada a S. Diniz. Tendo assistido à colocação da primeira pedra, mudando o nome do lugar para "Porto Novo de S. Diniz". Dessa ermida não resta hoje nenhum vestígio.
Em tempos mais antigos, foi um porto de pesca com alguma importância, frequentado por barcos, uma vez que, segundo os editores da 2ª edição de Madeira Torres, tinha um "Guarda-mór de saude".
" Jorge Marques"
Refere ainda o mesmo livro que no ano de 1609 a Câmara vinha aqui fazer a repartição das cabanas onde se arrecadavam os "terradegos", uma vez todos os anos para aqui se dirigiam "cercos" de pescadores.
Como esta costa era assediada por piratas, D. Afonso VI mandou, em 1662, construir aqui um forte para defender esta costa. Actualmente não existe qualquer vestígio do mesmo.
Em 7 de Maio de 1902 foi inaugurada em frente a Porto Novo uma armação de pesca valenciana, pertencente a uma Sociedade Piscatória de Porto Novo, tendo-se pescado sardinha em abundância durante anos. Em 1926 esta armação já não existia.